# Ephydra pectinulata
Ephydra pectinulata är en tvåvingeart som beskrevs av Cresson 1916. Ephydra pectinulata ingår i släktet Ephydra och familjen vattenflugor. Inga underarter finns listade i Catalogue of Life.